# Kulturní a společenské středisko Střelnice
Kulturní a společenské středisko Střelnice (také Městský dům dětí a mládeže) se nachází v městské památkové zóně v Českém Těšíně v okrese Karviná. Novoklasicistní budova postavená v roce 1882. Střelnice byla zapsána do seznamu kulturních památek České republiky.

## Historie
Střelecká společnost (Schützengesellschaft) v Těšíně byla založena v roce 1795, patronem byl vévoda Albert Kazimír Sasko-Těšínský. V roce 1881 byl společností zakoupen pozemek za 36 000 florénů, kde těšínská Střelecká společnost v roce 1882 na návrh Theodora Heřmanského nechala postavit budovu Střelnice. Stavba první části byla provedena podle stavitele Gustava Raimanna. Budovu pro střelce realizoval stavitel Fritz Fulda. Za touto budovou byla stanoviště pro střelce, střelecký prostor s terči a lapači kulí (projekt Theodora Heřmanského). V roce 1890 byla přistavěna restaurace a upravena uliční fasáda podle projektu Ludvíka Kametze. Realizasi provedla firma Ludvíka Kametze. Střeleckých závodů se v roce 1890 zúčastnil císař František Josef I. V roce 1919 byla z bezpečnostních důvodů střelnice přenesena jinam a budova byla od roku 1920 využívána celním úřadem a také radou města do doby, než byla vybudována nová radnice v Českém Těšíně a celnice. V roce 1949 byl zrušen hostinec a do objektu Střelnice umístěna instituce Dům dětí a mládeže. V roce 1950 byly přistavěny dílny a herny. V letech 1967–1969 proběhla generální oprava s nevhodnými zásahy. V roce 2000 byl zpracován nový stavebně historický průzkum a následně byl objekt rekonstruován.
Památná deska odhalena v roce 1976, autorem desky byl Gustav Nowak, byla zcizena.
Střelnice slouží k pořádání kulturních a společenských akcí, festivalů, klubové činnosti, různých zájmových kroužků atd.

## Kamenná studna
V roce 2017 byla při rekonstrukci a úpravě plochy před Střelnicí odkryta kamenná studna z 19. století. Projekt prostranství byl pozměněn a historická studna zakomponována do areálu.

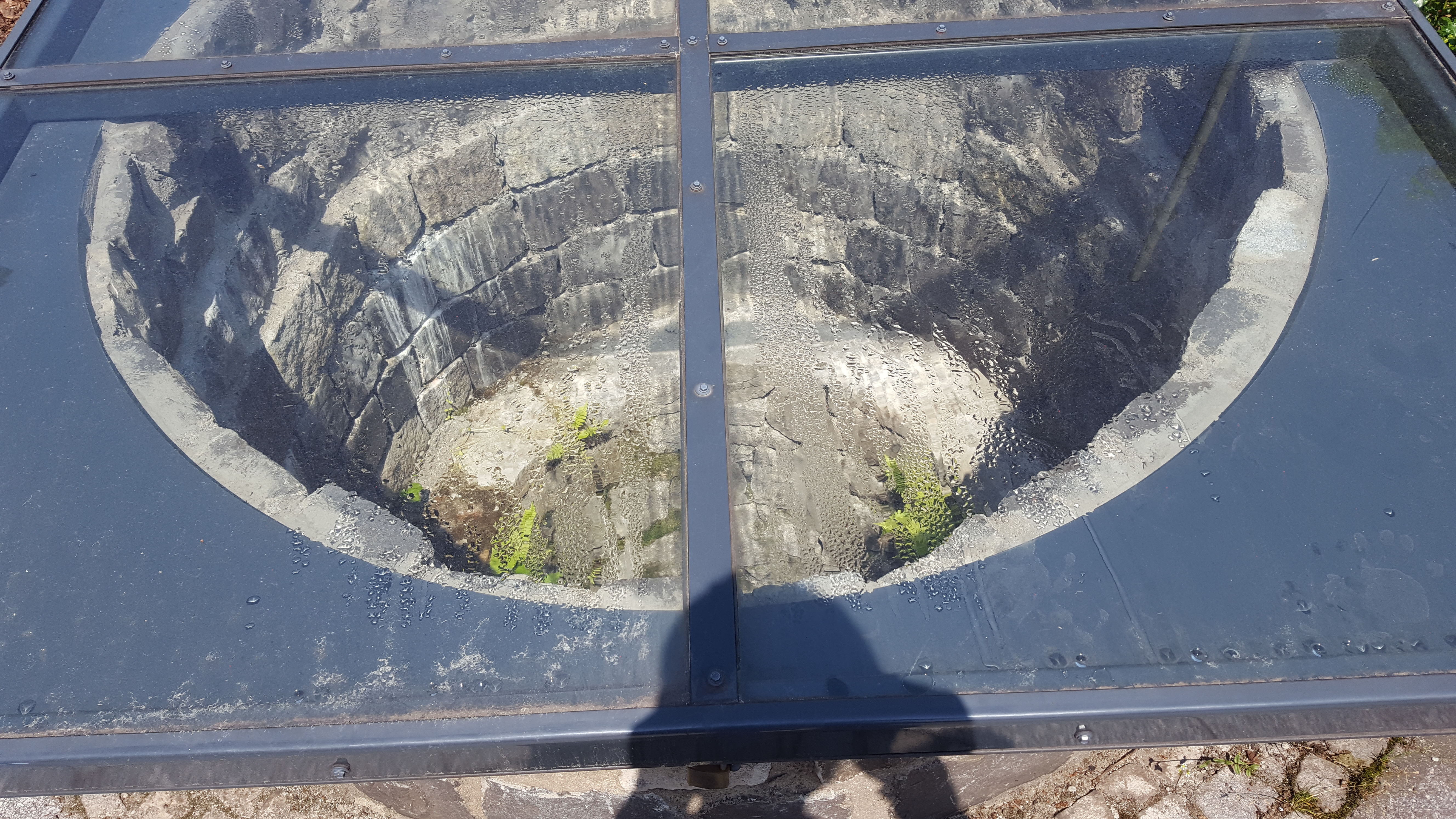
Kamenná studna z 19. století

## Architektura
Budova Střelnice je zděná omítaná stavba postavena na obdélném půdorysu ve tvaru písmene T. Postupně byly provedeny drobné přístavby. Střední část průčelí tvoří dvoupodlažní rizalit v šířce tří okenních os, krytý plechovou střechou s kýlovou klenbou a edikulovým vikýřem s kruhovým volským okem. Postranní křídla jsou patrová o čtyřech okenních osách, krytá polovalbovou střechou. Zahradní křídlo je přízemní kryté valbovou střechou. Ke křídlu se přimykají po obou stranách přístavky obdélníkového půdorysu kryté plechovou pultovou střechou.
Fasáda průčelí (uliční strana) je členěná pásovou rustikou, prolomená okna mají půlkruhové záklenky a jsou zdobená bosáží. Korunní římsa rizalitu je zdobená konzolami. Křídla a patro rizalitu mají okna obdélníková. Zahradní křídlo je omítnuto tvrdou omítkou, okna jsou trojdílná.

## Interiér
Vnitřní prostory byly přestavěny pro potřebu domu dětí a mládeže. Byly použité kovové zárubně dveří, mramorová mozaika na chodbě, jednoduchá dřevěná zábradlí. Z původního vybavení se dochovaly dvoukřídlé dřevěné kazetové dveře do hlavního sálu. Stěny sálu jsou zdobeny štukovými slepými arkádami, sdruženými pilastry, podstropní profilovaná římsa se zubořezem. Původní střelecká místnost byla přestavěna na divadelní halu s neckovou klenbou. Sklepní prostory zaklenuty segmentově.

## Hudební skupiny pod Městským domem dětí a mládeže
V roce 1964 cvičila v DDM skupina The Spies. O jeden rok později působila pod DDM hudební skupina Ibis, jejíž název byla vlastně zkratka "imitace beatových skupin", pod vedením kapelníka a sólového zpěváka Ing. Lubomíra Ožany. Autorem hudby písní je Jaromír Hendrych a autorem textů je Lubomír Ožana, kromě písně Šestnáct jar, u níž je Lubomír Ožana i autorem hudby. Lubomír Ožana zemřel 5.7.2021 ve věku 74 let.